# Єлизавета Австрійська, королева Франції
Єлизавета Австрійська (нім. Elisabeth von Österreich 5 липня 1554 , Відень — 22 січня 1592, Відень
) — королева Франції, дружина короля Франції Карла IX.
Єлизавета була п'ятою дитиною і другою донькою імператора Максиміліана II та його кузини, іспанської інфанти Марії, доньки Карла V і сестри короля Іспанії Філіпа II.

## Життєпис
Єлизавета народилась 1554 року. Дитиною вона жила разом зі своєю старшою сестрою Анною і братом Матвієм Габсбургами у павільйоні в саду Штальбург у Відні. Там вона провела щасливе дитинство. Батько, Максиміліан II, часто відвідував її, Єлизавета була його улюбленицею. Вона була схожа на нього не лише зовні, але і характером: була інтелігентна і ввічлива як і батько.
Вона вважалася однією з найкрасивіших принцес Європи, з рудим золотистим волоссям, чарівним обличчям і чаруючою посмішкою. Але вона була не просто прекрасна: хроніст і поет Брантом так описував Єлизавету: вона була «одна з найкращих, лагідніших, найрозумніших і непорочних королев, які з незапам'ятних часів колись правили». Сучасники сходяться на її інтелігентності, сором'язливості, чесноти, чуйного серця і перш за все на щирій побожності.
Обговорювалася перспектива шлюбу Єлизавети з королем Данії Фредеріком II, потім з Себаштіаном Португальським. Ідея шлюбу з королем Франції почала розглядатися лише в 1569 році. Союз з католицькою країною був вигідний Франції з метою зміцнення співробітництва з династією Габсбургів і для боротьби з протестантським партіями. Шлюб за дорученням укладено 22 жовтня 1570 року. Офіційна церемонія відбулася 26 листопада в прикордонному французькому містечку Шарлевіль-Мезьєр. 25 березня 1571 року відбулася коронація Єлизавети.
Незважаючи на католицьке віросповідання королева не підтримувала ідею винищення гугенотів під час Варфоломіївської ночі і навіть допомогла деяким іноземним протестантам уникнути долі їхніх численних побратимів.
Між Карлом IX та Єлизаветою протягом усього шлюбу зберігалися теплі відносини, королева підтримувала чоловіка під час хвороби. Однак король надавав перевагу коханкам, серед яких була його давня фаворитка Марі Туше. Єлизавета не змогла задовольнити бажання всього королівського сімейства і двору, бо їй не вдалося народити королю сина. 27 жовтня 1572 року вона народила дочку Марію Єлизавету, яка прожила всього п'ять років і померла в 1578 році.
Смерть Карла IX в травні 1574 року змусила Єлизавету покинути Францію, і вдовуюча королева за наполяганням батька повернулася до Відня. Їй надходили пропозиції шлюбу від багатьох претендентів, включаючи іспанського короля Філіпа II, який поховав свою четверту дружину.
Після від'їзду з Франції Єлизавета Австрійська продовжувала підтримувати дружні стосунки зі своєю зовицею Маргаритою Валуа, які пов'язували їх і раніше, і навіть допомагала їй матеріально.
Свої останні роки овдовіла королева закінчила в монастирі кларисок, який сама ж і заснувала. Тут вона і померла 22 січня 1592 року. Єлизавета була похована при монастирі. Пізніше її останки перевезли до Відня і поховали поруч з її родичами королівської крові.